# 吉田海偉
吉田海偉（よしだ かいい，1981年5月16日—），本名宋海偉，日本男子乒乓球运动员。河北省辛集市出生，畢業於河北省石家庄市省体育学校、青森山田高校及青森短期大学。
2024年8月20日，他因涉嫌非禮學生家長而被埼玉縣刑警逮捕。

## 簡歷
2010年11月，吉田代表日本出戰廣州亞運會，參加乒乓球比賽的男子團體項目，奪得銅牌。